# Ampelisciphotis podophthalma
Ampelisciphotis podophthalma is een vlokreeftensoort uit de familie van de Photidae. De wetenschappelijke naam van de soort is voor het eerst geldig gepubliceerd in 1958 door J.L. Barnard.